# Dictyna andesiana
Dictyna andesiana är en spindelart som beskrevs av Lucien Berland 1913. Dictyna andesiana ingår i släktet Dictyna och familjen kardarspindlar.
Artens utbredningsområde är Ecuador. Inga underarter finns listade i Catalogue of Life.